# Paolo Rainaldi
Paolo Rainaldi (Bazzano, ... – L'Aquila, 25 gennaio 1377) è stato un vescovo cattolico italiano.

## Biografia
Di nobile famiglia di Bazzano (secondo alcuni appartenente alla famiglia Dragonetti e figlio di Rainaldo), fu prevosto della chiesa parrocchiale di Santa Giusta. Il 30 luglio 1349 fu nominato vescovo dell'Aquila da papa Clemente VI, subito prima che nel mese di settembre la città fosse colpita da un violentissimo terremoto. Nel periodo post-sisma il vescovo e il conte Lalle I Camponeschi, signore della città, riuscirono a governare la situazione, sventando un abbandono della città e portando avanti la ricostruzione. Fu durante il suo episcopato che fu fissata con precisione al 10 giugno la commemorazione di San Massimo d'Aveia, patrono dell'Aquila.
Il 10 maggio 1353 fu però nominato da papa Innocenzo VI vescovo di Ascoli Piceno al posto di, Isacco Bindi, che lo sostituì a capo della diocesi aquilana. Nel giugno 1355, tuttavia, i vescovi furono nuovamente invertiti al vertice delle due diocesi. Continuò a esercitare la sua funzione episcopale fino alla morte, avvenuta nel 1377, e fu seppellito in una cappella per lui eretta nella cattedrale cittadina.